# Historia de Jaraíz de la Vera
Jaraíz de la Vera tiene una historia muy amplia. Es el municipio de mayor tamaño de toda la comarca de la Vera. Sus tierras estuvieron pobladas desde la prehistoria tal y como demuestran los restos que se han hallado. Más tarde, las sucesivas civilizaciones que fueron pasando por la zona dejaron su marca, especialmente los romanos. Entre los que se encuentran los perrotas que son monumentos de piedra. Jaraíz tuvo su máximo esplendor en la época de Carlos I. Hoy día es la capital de la comarca de La Vera, donde se produce el mejor pimentón del mundo: el Pimentón de la Vera.

## Edad Media
Los orígenes de Jaraíz se remontan a la Edad Media, cuando se funda el pueblo en tiempos de Al-Ándalus con el nombre árabe de harā'ith حرائث, que significa "campos labrados". Lo cual no es más que una teoría, y no se encuentra documentado tal nombre en ningún documento antiguo. De ser cierta esta teoría se trataría de una excepción, pues no hay ningún pueblo en la Vera con nombre de origen árabe. 

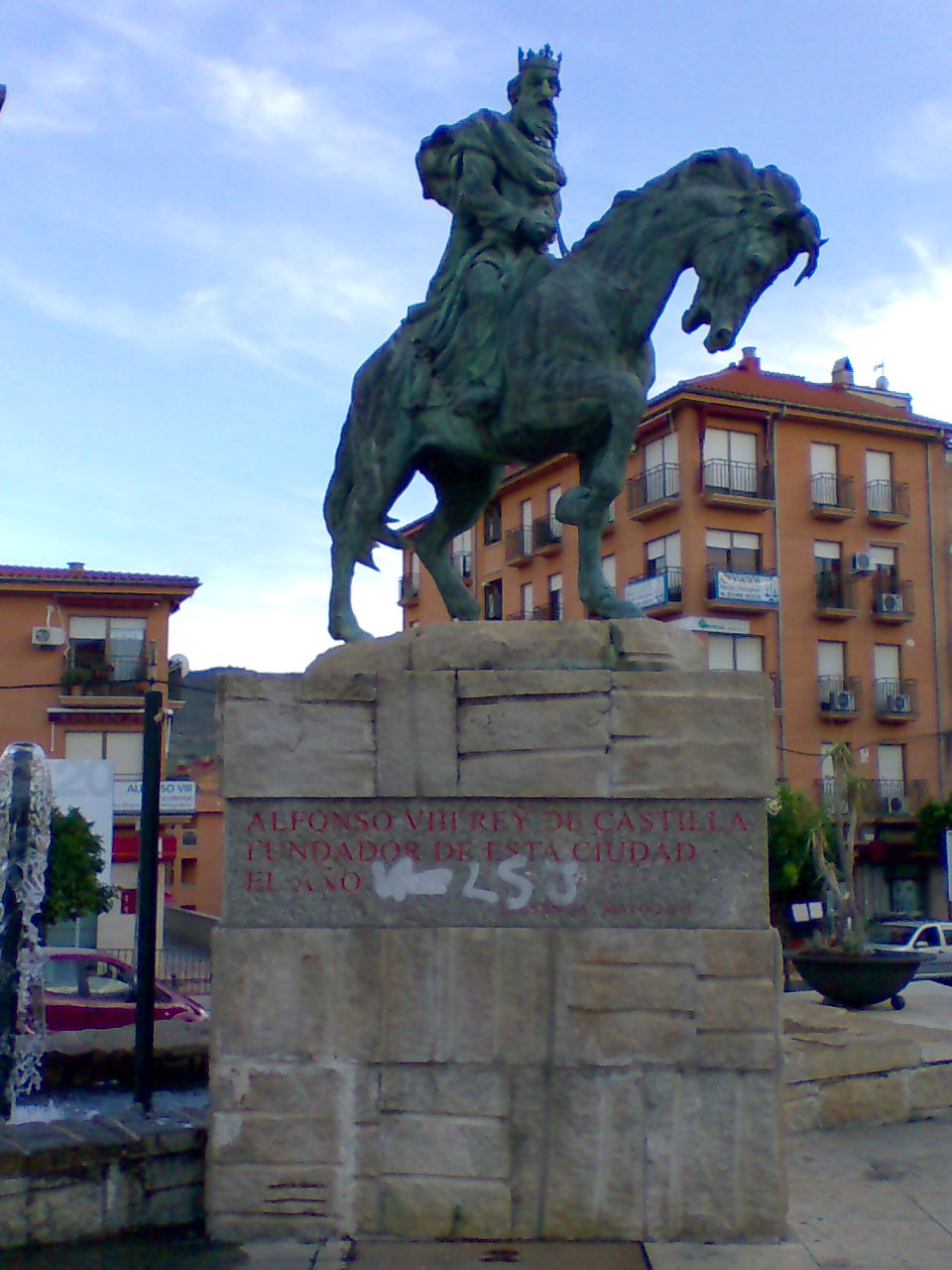
Estatua de Alfonso VIII en Plasencia considerado el fundador de la ciudad y del Sexmo de la Vera.

El 8 de marzo de 1189 concede Alfonso VIII el Privilegio fundacional a la ciudad de Plasencia, dándole el título de la Muy Noble, Escudo y Fuero, señalando además los límites de su alfoz. El Obispado fue creado por Clemente II el 13 de marzo de 1188, siendo confirmado al año siguiente, dependiendo esta diócesis de Santiago de Compostela. Jaraíz al igual que otros pueblos de La Vera, pasó a formar parte de la tierra de Plasencia, apareciendo hacia el año 1218 como uno de los núcleos más poblados del sexmo, junto con Cuacos y Jarandilla. 
Es este primer período de la reconquista en nuestra zona, de gran inestabilidad, demostrándolo el hecho de que en el año 1195, los almohades vuelven a tomar Plasencia tras luchar en la batalla de Alarcos, haciendo continuas razias hacia los pueblos de la sierra, donde las órdenes militares se habían hecho fuertes, como es el caso de los Caballeros Templarios en Jarandilla. En 1196 Alfonso VIII recupera Plasencia, iniciándose la construcción de las murallas para mejor defenderse y refugio tras ellas de los vecinos y habitantes de sus tierras. 
En el año 1217 aparece nombrado Jaraíz en un documento de Honorio III refiriéndose a esta población como Safariz. No es hasta finales del siglo XIII que se inicia una gran actividad repobladora con garantías de perdurar. Es también en este siglo, allá por el año 1254, que aparece Jaraíz, junto con Cuacos, Losar y Jarandilla, en un documento de Inocencio IV, como las únicas poblaciones de La Vera que disponían ya de iglesia. 
En el "Libro de la Montería" se mencionan la riqueza de los bosques próximos a Jaraíz y de La Vera en general, nombrándolos como propicios para la caza del oso y del jabalí, asimismo habla este libro, de la abundancia de pesca en sus gargantas y arroyos, siendo la trucha la especie más abundante. 
Los sexmeros de la Tierra de Plasencia correspondiente a La Vera, entre ellos los de Jaraíz, tenían por costumbre el reunirse para tratar de asuntos de interés común, en la Iglesia de Santa María de Cuacos; sucediéndose en aquellos años numerosos casos y pleitos entre las poblaciones, por derechos sobre tierras y otros conflictos económicos. Como ejemplo, el pleito entre Jaraíz y Torremenga en el año 1431 por el amojonamiento de las dehesas. 
En el año 1494 vivían en Jaraíz 500 vecinos, siendo uno de los núcleos más poblados de las tierras de Plasencia. Era también Jaraíz una de las poblaciones donde habitaban mayor número de judíos, que se dedicaron principalmente a operaciones comerciales como la venta de casas y fincas, usura, zapateros, médicos, plateros, sastres, etc. Tuvieron una judería que se encontraba junto a la morería - siervos, redimidos o conversos -, situadas ambas en las calles que dan a las traseras y más cercanas al Ayuntamiento. 
A partir de entonces la localidad fue desarrollándose hasta que en la época de Carlos V alcanza su máximo esplendor, tanto en el ámbito demográfico como económico, religioso y cultural.

## Edad Moderna
siglo XVI
De la localidad de Jaraíz marcharon en el siglo XVI veintiún emigrantes; de estos debemos mencionar a uno que se incorporó con los hombres de Pedro de Valdivia y estuvo en la conquista de Chile; y otro de nombre Fray Francisco de Jaraíz, del convento de Borja, que marchó a Santo Domingo el 21 de marzo de 1588. 
Otros jaraiceños que asistieron a la epopeya del descubrimiento fueron Juan de Alares y Hernando Correa, que embarcaron hacia Perú allá por el año de 1534; los hermanos Alonso y Diego de la Breña junto con Juan Jiménez, que estuvieron y participaron en la colonización del Río de la Plata desde el año 1535; Luis de Carvajal que puso su granito de arena en el descubrimiento y posterior colonización de Cartagena de Indias donde llegó en el 1535; Diego González que colaboró en la conquista de México (1536). Como misionero perteneciente a la Orden de San Agustín, estuvo en México el jaraiceño Martín Gutiérrez (1537). 
Es en el año de 1571 cuando nace en Jaraiz, Gonzalo Correas, que estudió en el Colegio Trilingüe de Salamanca y luego en la Universidad de Irache, antiguo monasterio en las estribaciones de Montejurra, cercano a la ciudad vasca de Estella. Gran humanista y escritor, llegó a ser Catedrático de Griego en la Universidad de Salamanca, ciudad en la que vivió y donde murió en el año de 1631. 

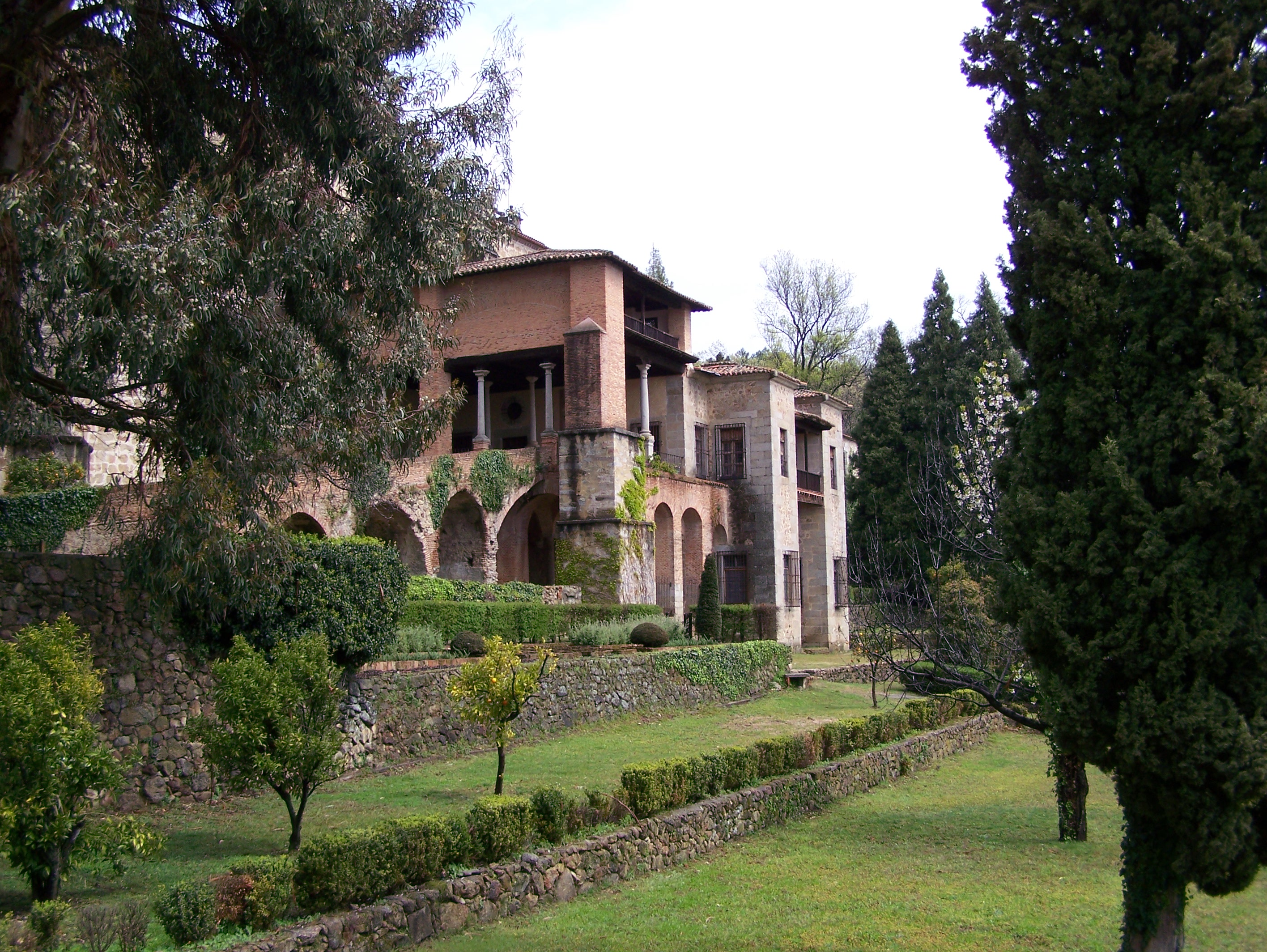
Monasterio de Yuste, en Cuacos, cerca de Jaraíz de la Vera.

Durante el siglo XVI, se produce un hecho histórico para la comarca de La Vera, que marcará para siempre su historia. El Emperador Carlos I de España y V de Alemania se retiró de su azarosa vida al apacible rincón del Monasterio de Yuste. Es también en este siglo cuando Jaraíz despega económicamente y se realizan algunas de las obras de mayor importancia patrimonial y arquitectónica, nos referimos a la Plaza Mayor y a la terminación de la segunda parroquia, la de San Miguel. Curiosamente esta iglesia fue declarada, por sentencia judicial, la más antigua de las dos existentes, citándola Pascual Madoz en su Diccionario para decir de ella que se asemeja a un castillo o atalaya. Sin embargo, la más antigua es la de Santa María.
Con la terminación de esta iglesia, será Jaraíz la única población del obispado de Plasencia en contar con dos parroquias, convirtiéndose en centro de una vicaría gestionada por dos Vicarios - El cura de San Miguel y el de Santa María - con jurisdicción en lo civil sobre treinta y seis lugares de La Vera y Campo Arañuelo. Dándonos una idea esta situación religiosa, del poder que el clero - a falta del poder de los caballeros o señores feudales que se dio en otros lugares de la Tierra de Plasencia -, tuvo en Jaraíz durante muchos años. 
siglo XVII

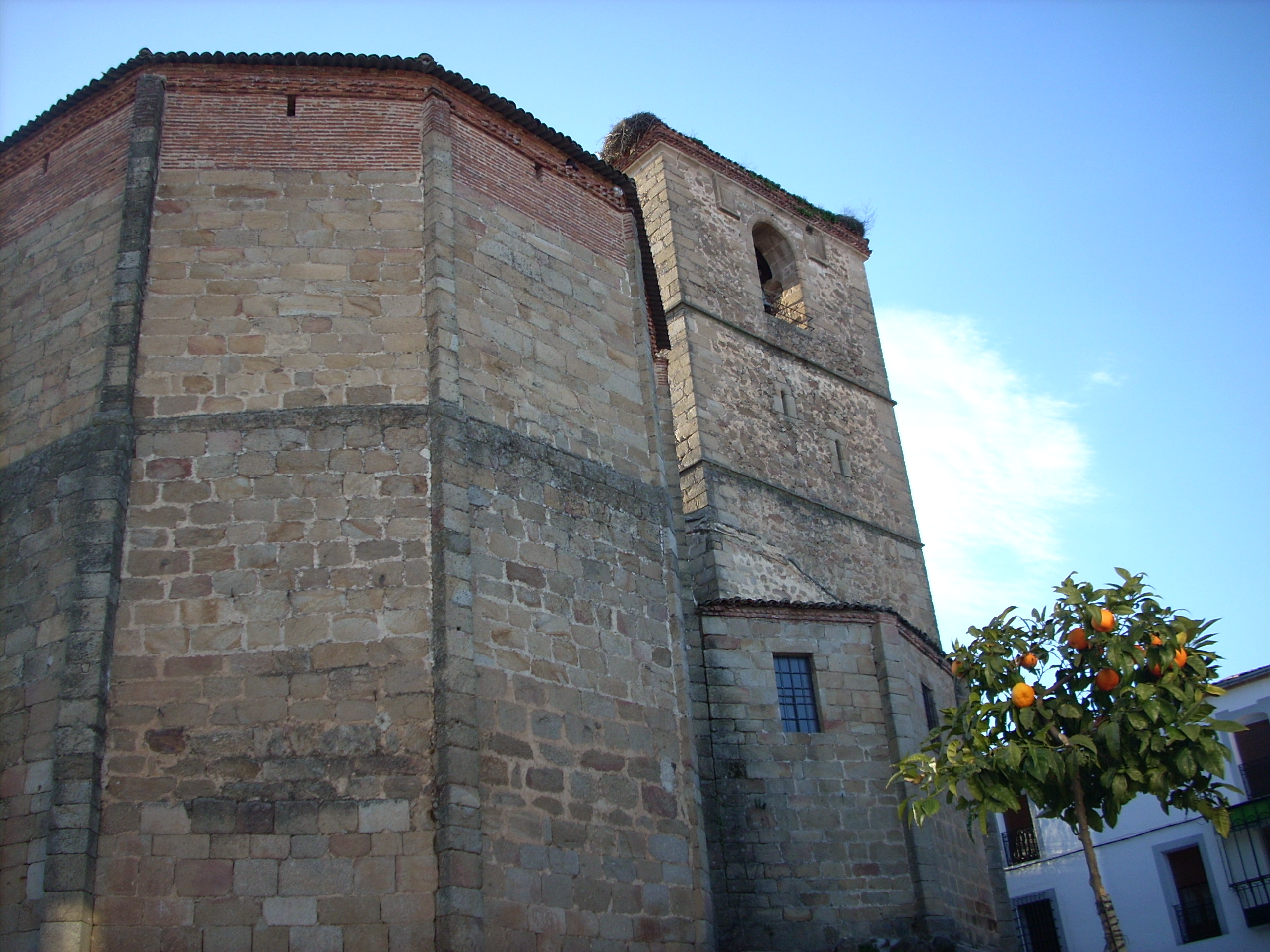
La Iglesia de Santa María de Altagracia de Jaraíz, la más antigua de la localidad.

En el siglo XVII, se producen más aportaciones de viajeros, nacidos en Jaraíz, a la colonización del Nuevo Mundo. El padre Juan de Escobar participó en la evangelización de Perú, muriendo en la ciudad de Cuzco. También nos habla de que "hicieron las américas": Francisco del Espíritu Santo y Agustín de San José que partieron hacia las lejanas islas de Filipinas, uno en el año 1684 y el otro en el 1756; Los Carvajales, los López, los Escobares, los Villalobos, al igual que Don Martín García de Tovar, capitán, gobernador y Justicia Mayor de México y otros que fueron atraídos por las campanas de riqueza y poder que sonaban en aquellas tierras. 
Después de un largo período perteneciendo como aldea a la ciudad de Plasencia, se independizaría Jaraíz de ésta en el año 1685 - Mientras reinaba en España Carlos II -, al adquirir el Privilegio de Villazgo, previo pago a esta ciudad con la cesión de la dehesa del Rivero y una barca, que servía para cruzar el río Tiétar y que rendía pingües beneficios, pues en esa época, no existía en esta parte del río puente construido que permitiera cruzarlo. A partir de entonces, podrá aplicar justicia con independencia de Plasencia, mandándose construir en el año 1689 y en la Plaza de Santa Ana - cuatro años después de su independencia -, un monumento que simbolizaba tal poder, el Rollo o Picota. 
siglo XVIII
En el siglo XVIII sufrió Jaraíz una recesión en su población, según podemos leer en los datos aportados por Don Tomás López, quién escribe que aunque en otros tiempos había más habitantes, en 1789 el número había descendido hasta los trescientos cuarenta vecinos. El 6 de julio y el 1 de noviembre, el bachiller Vicente Zúñiga y el capellán Manuel Gutiérrez Ovejero, contestando a las preguntas formuladas por el geógrafo Don Tomás López aportan los siguientes datos sobre la economía de Jaraíz: 

Los frutos de Jaraíz son: aceite, que ascenderá por un quinquenio a dos mil cantaras, de seda, que va tomando mucho fomento, asciende a dos mil libras en rama; de avichuelos y garbanzos como a quinientas fanegas; de trigo y centeno dos mil fanegas; frutas de hueso, peras y manzanas hay de todas las especies, pero no es de consideración; de las cosechas de hortalizas, la que ha tomado mucho aumento es la de pimentón, que ascenderá por un quinquenio a siete mil arrobas; la de lino a diez mil libras; el fruto de castañas se llegó a extinguir totalmente en éste término por una causa incógnita que principió en Jarandilla por los años 1733, se fue propagando hacia el poniente, de modo que se pasmaban y maleaban o se secaban los árboles sin tierra... En Jaraíz la seda se hila por mujeres a la perfección y vienen a comprarla para las fábricas de Toledo, Sevilla, Granada y otras del reino.

## Etapa Contemporánea
A la caída del Antiguo Régimen la localidad se constituye en municipio constitucional, entonces conocido como Jaraíz, en la región de Extremadura. Desde 1834 quedó integrado en Partido judicial de Jarandilla. En el censo de 1842 contaba con 460 hogares y 2520 vecinos.
Después de la Revolución de 1868, que pone fin al reinado de Isabel II, se dio paso al Gobierno Provisional de Serrano, con el que comienza el Sexenio proclamando la Constitución de 1869. En Jaraíz de la Vera se celebró con mucha ilusión y alegría  la “Jura” de la Constitución, igual que en otros puntos del país, puesto que con ella se pone en vigor el Sufragio Universal, ya que hasta ahora el derecho al voto solo estaba reservado a los ricos o contribuyentes.
El gran esfuerzo que hizo Jaraíz por su modernización durante estos seis años fue enorme, pero la mayor parte de los proyectos se vinieron abajo durante el período siguiente, durante la época de la Restauración inaugurada con el nombramiento del rey Alfonso XII en 1875. Este reinado se caracterizó por la pacificación del país después de tantos conflictos desencadenados durante el Sexenio lo que supondrá una estabilidad política y cierta recuperación económica y demográfica. Pero, sin embargo, supuso una regresión del progresismo democratizador que se había iniciado durante el Sexenio Revolucionario, el cual fue uno de los periodos más agitados de la Historia de España. 
Política Municipal entre el Gobierno de Serrano y la Primera República
En el Archivo Municipal de Jaraíz se conserva el Acta de la jura de la Constitución española de 1869, que tuvo lugar el día 27 de junio. Consta el procedimiento que se llevó en el acto de la siguiente forma: 

Los señores que componen el Ayuntamiento con los empleados de la municipalidad y el Estanquero se constituyen en la casa consistorial después del toque de campana a fin de jurar la constitución española promulgada el 6 de junio, según la fórmula de dicha circular

. Una vez realizada la jura por los miembros asistentes, sigue diciendo el Acta lo siguiente: "Se elogió el Código fundamental que acababa de jurarse, dando un vivaal mismo y a la sabia y soberana Asamblea que le ha decretado"
La democratización llegará a los municipios cuando se de la Ley del 23 de febrero de 1870. Jaraíz inaugura el Sexenio con una nueva Corporación municipal surgida de las elecciones de 1870, de las que salió elegido alcalde D. Felipe Arjona de la Breña, así como todos los concejales. Su mandato durará hasta febrero de 1872 en que se nombre otro nuevo Ayuntamiento. Se les exigió a todos los concejales entrantes el juramento del cargo con la fórmula siguiente: ¿Juráis por Dios y sobre vuestra conciencia guardar y hacer guardar las leyes que la nación se diere en uso de su soberanía...?
Durante estos dos años de mandato, el objetivo principal de estos, va a ser la democratización municipal, se hará un sorteo entre los vecinos para formar la Junta municipal de Presupuestos y Arbitrios . Los vecinos se dividen en tres secciones determinadas sobre la riqueza: Agricultores, Industriales y Jornaleros; son elegidos por su "cuantía y riqueza" Serán elegidos 20 del primer sector, (agricultores), 6 del segundo (Industria), y 4 del tercero (jornalero). Por primera vez van a tener derecho el voto todos los jaraiceños mayores de 25 años, ya que hasta ahora, con el sufragio censatario que estaba establecido, solo podían votar los contribuyentes, es decir aquellos que tuvieran capital.
Era necesario para poder ejercer el derecho al voto tener, además el "derecho de vecindad" lo podían adquirir los forasteros que fueran residentes al menos 10 años. Se citan algunos portugueses que estaban en este caso y que fueron incluidos en el censo por haber conseguido el derecho de vecindad. Durante el 1871 se van a ir organizando los preparativos necesarios para las nuevas elecciones, para las cuales en un principio se divide el pueblo en dos distritos: distrito Norte, distrito Sur, pero después se opta por tres distritos, con tres colegios electorales; se adscriben las distintas calles del pueblo a los diferentes distritos; se determina, además, el número de concejales por cada distrito: 4 para el distrito Norte, 3 para el del Sur y otros 3 para el de Poniente. El 16 de enero de 1872 se reúne el Sr. Alcalde, los concejales y los comisionados representantes de las urnas: D. Venancio Morales, D. Ramón Trujillo y D. Julián Sánchez, y después de leer los artículos 87 y 90 de la Ley electoral de 1870, se ve que no hay protula alguna sobre la nulidad de las elecciones”. Se celebraron estas normalmente y en febrero de 1872 tomará posesión el nuevo Ayuntamiento; dice el acta que fueron recibidos cortésmente. Fue nombrado Alcalde Popular, D. Antonio Enciso Parrales por 7 votos. La nueva corporación comienza nombrando las distintas comisiones para su actuación gubernamental, como fueron la comisión de Presupuestos o la de la Policía urbana entre otras. También se señalaba los distritos para las Elecciones Generales a las Cortes nacionales y Compromisarios para el Senado: los del distrito Norte tendrán su sede en el Ayuntamiento; los del Poniente en el salón de la Alhóndiga, y los del Sur en la escuela pública de Niños.
Pero la reciente monarquía democrática de Amadeo de Saboya, de quienes dependían todos los gobiernos municipales, fracasó y se instauró la Primera República española en 1873. La monarquía no supo dar respuesta a todos los problemas sociales y económicos que tenía España, todo esto llevó a que se radicalizara la situación, instaurándose la primera República, además de declararse la tercera guerra carlista y una nueva insurrección de Cuba.
Modernización durante el Sexenio.

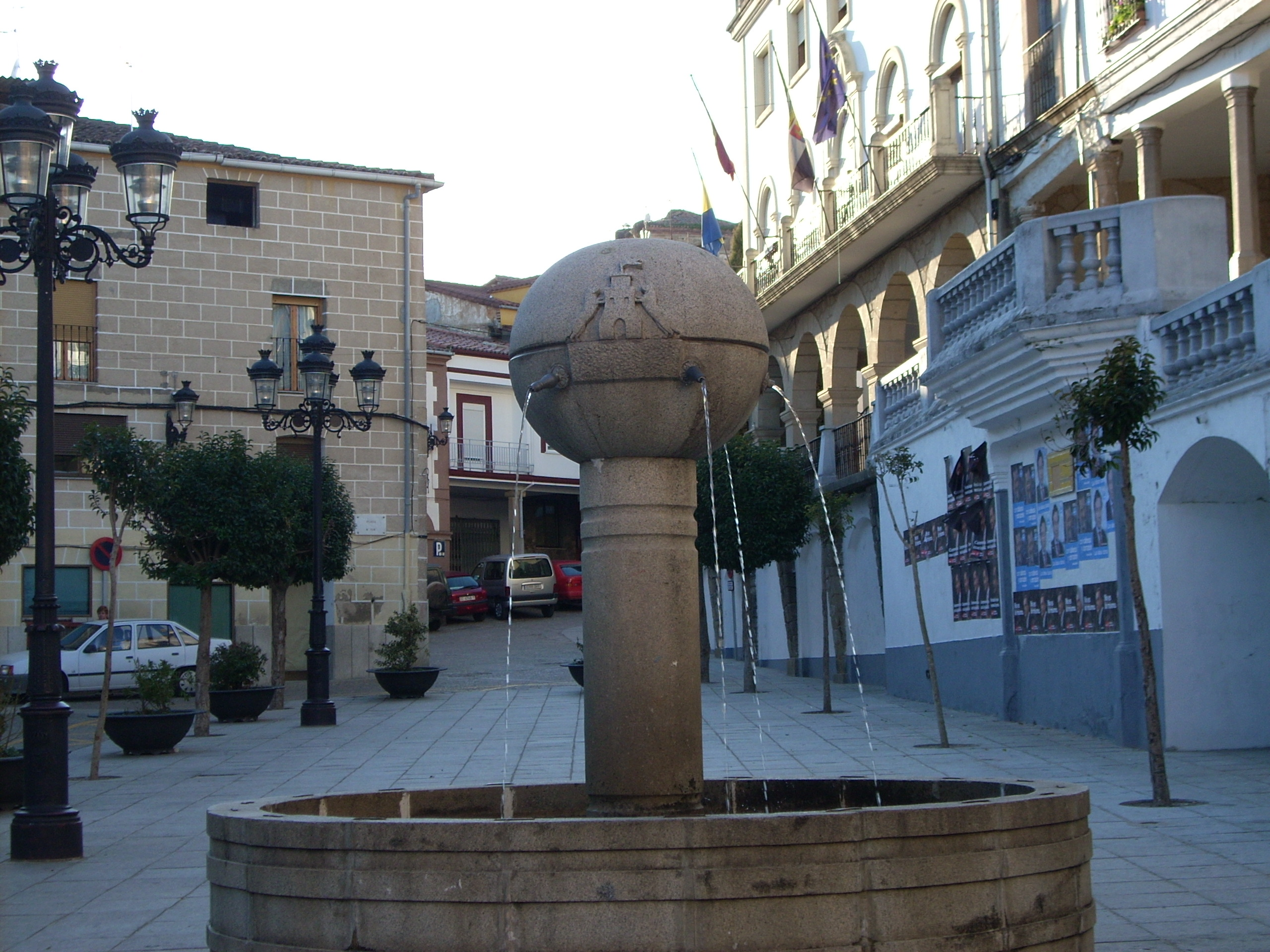
Pilar de la Plaza Mayor de Jaraíz de la Vera.

Pese al caos político y económico de este período, hay que reconocer, que el Ayuntamiento democrático y su Alcalde, siguiendo las instrucciones de los distintos gobiernos, hicieron un gran esfuerzo por la modernización del pueblo en todos los aspectos:
Urbanismo
En lo que respecta al urbanismo, el Ayuntamiento estaba interesado en darle un nuevo aspecto en lo referente a limpieza, al empedrado de calles o al embellecimiento con construcciones de fuentes en sus plazas principales. Las fuentes que existían hasta entonces estaban en su mayoría ubicadas en las afueras del pueblo. Pero ahora se hace necesario dotar al casco urbano de otras fuentes para su mejor abastecimiento y a la vez con fin decorativo. Por eso gestionan todo lo necesario para levantar dos fuentes que se llamarán pilares o pilones: el pilar de la Plaza Mayor y el pilar de la Crucera. Estas fuentes constituirán uno de los rincones más típicos y emblemáticos del pueblo y tendrán tanta importancia, incluso para la convivencia vecinal, que han pasado al folklore en canciones que nos hablan de amores y relaciones entre los mozos y mozas, como aquella que dice: 

Las mozas van a por agua, al pilar de la Crucera, la que no le sale novio se va muriendo de pena.

El proyecto se llevará a cabo en 1873. Para lo cual se nombra una Comisión que se haga cargo de realizarlo; primero se acuerda el sitió idóneo donde han de instalarse y después todos los demás puntos. El pueblo tenía necesidad de estas fuentes para el abastecimiento tan necesarias para la población como para las caballerías. Otro de los objetivos fue el arreglo de las calles y plazas con un buen empedrado. Pero como no tenían presupuesto para ello, de nuevo tuvieron que recurrir al sistema de reparto. En el Acta del 14 de julio de 1872 se acuerda que: los vecinos tienen que dar dos peonadas, porque con una no es suficiente. Todo esto se daba por bien empleado por los jaraiceños, con tal de que su pueblo fuera adecentado como le correspondía.
Comunicaciones

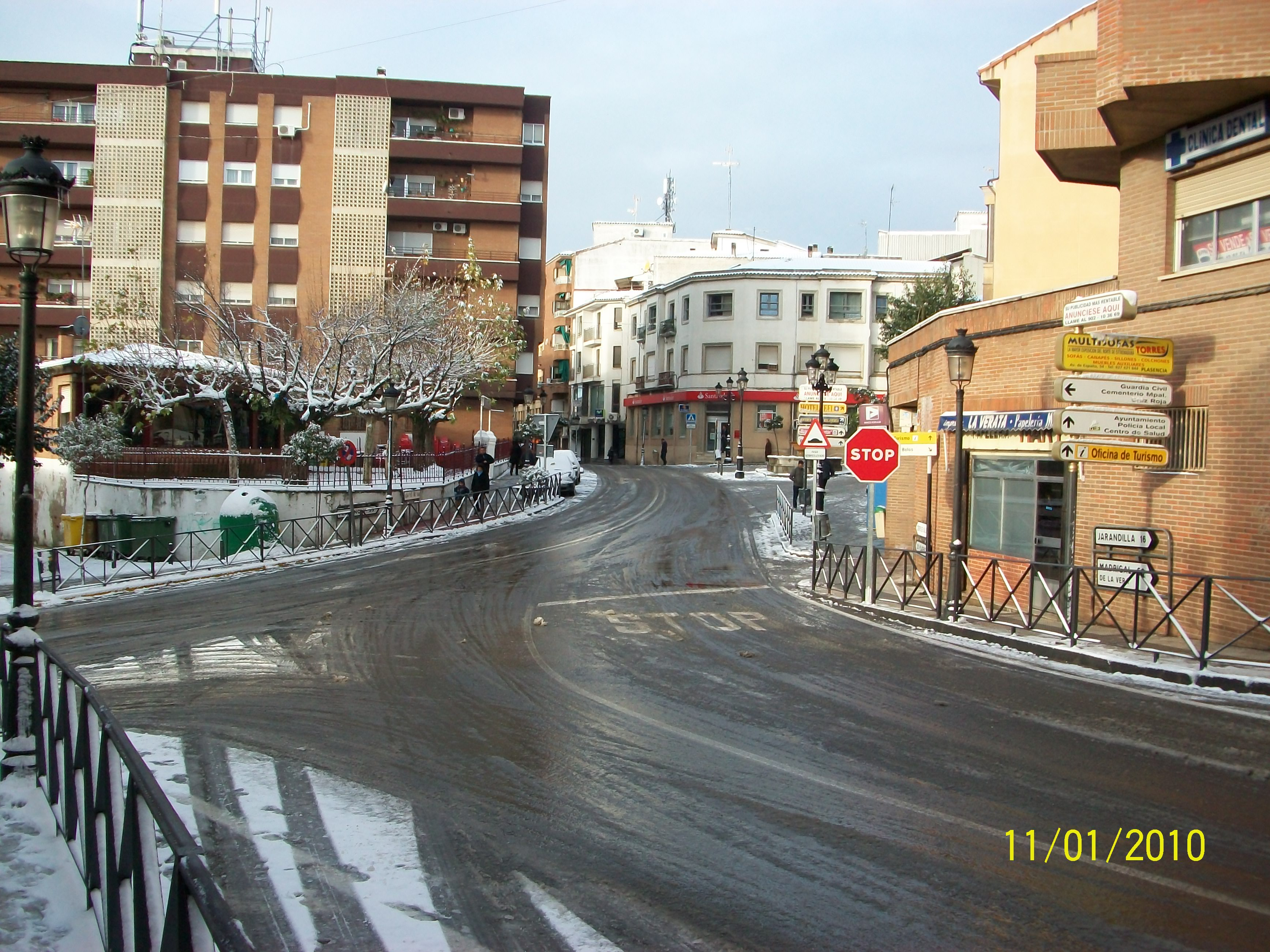
La carretera EX-203 a su paso por Jaraíz de la Vera. Al fondo puede divisarse la Plaza de Santa Ana.

El ayuntamiento democrático comprendió que las comunicaciones eran fundamentales para el desarrollo económico del pueblo.
Por eso pondrá todo su esfuerzo en conseguir que pase por la Vera el Ferrocarril, pero no lo conseguirá nunca, ni con estos gobiernos, ni con la Restauración, ni con los de Alfonso XIII.
En 1869 no existía ninguna carretera en Jaraíz, ni en la Vera. El Gobierno Civil de la primera República comienza a preocuparse de este problema, por lo que comunica al Ayuntamiento la necesidad de construir una carretera que comunique Navalmoral con Jarandilla. De Acuerdo con los vecinos, la Corporación municipal contesta que solo lo ven necesario para Jarandilla, Losar y Robledillo, pero no para los demás pueblos. Sin embargo proponen la construcción de una carretera que una Plasencia con todos los pueblos de la Vera y argumentando que era más necesaria porque la mayor parte de los frutos van desde Plasencia a Castilla. Esta carretera no se construirá hasta principios del siglo XX (actual   EX-203 ).
La construcción de un puente sobre el río Tiétar fue otra preocupación de las autoridades provinciales, ya que el río se seguía salvando mediante la famosa Barca de Jaranda, cuya jurisdicción seguía perteneciendo a Plasencia. Los jaraiceños acceden a la propuesta de la construcción del puente, pero añaden la necesidad de un camino particular que le uniera a Jaraíz, ya que era fundamental para la comunicación con Navalmoral. El arreglo de los caminos llevándose a cabo mediante el sistema de reparto dando dos peonadas cada vecino, fue otra preocupación del Ayuntamiento.
Educación
Es interesante observar como, durante el Sexenio, se quiere dar un impulso a la Cultura y a la Enseñanza. En Extremadura se creó la Universidad Libre de Cáceres, pero existió desde el 1869 al 1871, pues la Diputación Provincial retiró el dinero necesario para su funcionamiento. Pero el profesorado, apoyado por la Audiencia, crea la Facultad Libre de Derecho y la Escuela de Prácticas Jurídicas, aunque solo durará hasta la Restauración, en 1875 en que fue suprimida.
En Jaraíz se crearon cuatro Escuelas Públicas. Pero dada la mentalidad de época, los responsables del Ayuntamiento consideraron que esto era una carga para el pueblo en lugar de un beneficio, ya que el municipio tenía que colaborar con el gobierno en el mantenimiento de las escuelas. Por este motivo el Sr. Alcalde D0. Felipe Arjona y los concejales acuerdan gestionar la supresión de dos escuelas, puesto que lo consideran como un castigo, y para que la autoridad educativa desista de ello argumentan que: “no lo consideran oportuno por predominar en esta localidad las ideas liberales.
Para velar por la calidad de la Enseñanza se crea la "Junta Local de Primera Enseñanza", formada por 9 miembros: el Alcalde, dos concejales, el sacerdote, coadjutor de San Miguel y cinco padres de familias. Durante la Restauración se suprimen definitivamente las dos escuelas, habiendo muchas dificultades para volver a instalarlas posteriormente.
Beneficencia
La Beneficencia, durante el Antiguo Régimen, había estado a cargo de la Iglesia y especialmente de las órdenes religiosas. En Jaraíz fue famoso el Hospital de Sta. Ana, ubicado en la actual plaza que lleva este nombre. Pero con la Desamortización desaparecieron todos estos centros benéficos, teniendo que ser el Estado quién asumiera responsabilidad.
En esta localidad, las primeras instalaciones estatales de este tipo comienzan a funcionar en 1874, cuando se habilitan algunas estancias del Ayuntamiento para tal fin, hasta que se construya un hospital. El Acta del 24 de diciembre de este año nos informa de este asunto de la siguiente manera:

Se va a habilitar provisionalmente en las Casas Consistoriales por carecer de Asilo de Beneficiencia. Será asistido por Lucía Nieto, con una retribución de 15 pts anuales.

Administración de Justicia
También de este punto los gobiernos del Sexenio fueron innovadores, ya que dan una serie de normativas para la administración de Justicia en los pueblos. El 15 de agosto de 1870 se publica la Ley Orgánica del Poder Judicial por la cual se crearon los Juzgados de Paz en los pueblos. En Jaraiz se creó el Juzgado en este mismo año y el Registro Civil al año siguiente. Los primeros libros del Registro datan de 1871, conservándose en muy buen estado.
Libertad religiosa
La libertad religiosa es uno de los Derechos Humanos más importantes que defiende la Constitución de 1869, dada el peso de la religión Católica en España. Desde ahora no podrá haber discriminación por motivos religiosos y todos tendrán los mismos derechos, católicos y no católicos.
Uno de estos derechos será el poder tener un enterramiento digno. Por esto motivo, en Jaraíz se llevará a cabo la construcción de un Cementerio Civil en 1871, como consecuencia de la Real Orden de 1871, durante el reinado de Amadeo de Saboya. Este Cementerio se construirá junto al Cementerio Católico. En el Archivo Municipal consta lo siguiente al respecto:

Se dio principio al acta señalando un pedazo de terreno de 9 varas de longitud por cuatro varas de latitud en la parte sur del Cementerio

. Este fue el primer cementerio Civil que existió en la localidad.
Orden Público
Durante el reinado de Isabel II en el Decenio Moderado presidido por Narváez, el Duque de Ahumada fundaba la Guardia Civil en 1844, como consecuencia de la supresión de las Milicias Nacionales, fuerzas de choque de los progresistas.
Jaraíz fue una de las primeras poblaciones rurales en alcanzar el privilegio de contar con su presencia, fue en el año 1873, durante la primera República, siendo presidente el federalista Pi y Margall. El entonces director general de la Guardia Civil tuvo a bien conceder la instalación del Cuartel de la Guardia Civil en la Villa de Jaraíz de la Vera a petición del Sr. Alcalde, D. Antonio Enciso Parrales, primer alcalde Popular.
Dadas las circunstancias de la época, con el ambiente general de disturbios y revoluciones, era de importancia vital para la Villa la instalación de un Cuartel de la Guardia Civil. Así lo entendió el primer Alcalde Popular y, con la fuerza que dan los votos de todos sus conciudadanos, insta al director general para que le sea concedida tan alta prerrogativa. Esta afirmación la confirma el Acta del 6 de junio de 1873 del Archivo Municipal: 

El Sr. Director General de la Guardia Civil ha accedido a instancia del Ayuntamiento y de los mayores contribuyentes a instaurar el Cuerpo de la Guardia Civil de Pasarón en esta Población, que pagará por el alquiler de la Casa- Cuartel 500 reales

.
En efecto, el primer Cuartel de la Benemérita de la zona se fundó en Pasarón y luego se trasladó a Jaraíz, no disponiendo de casa propia hasta la época de la Dictadura de Primo de Rivera en 1929. Este Cuartel se construyó en la Plaza de Sta. Ana, con el estilo modernista de la época y en él ha permanecido la Guardia Civil hasta la construcción de las nuevas instalaciones, ubicadas hoy frente a la Ermita de la Virgen del Salobrar y que están más de acuerdo con las necesidades actuales.

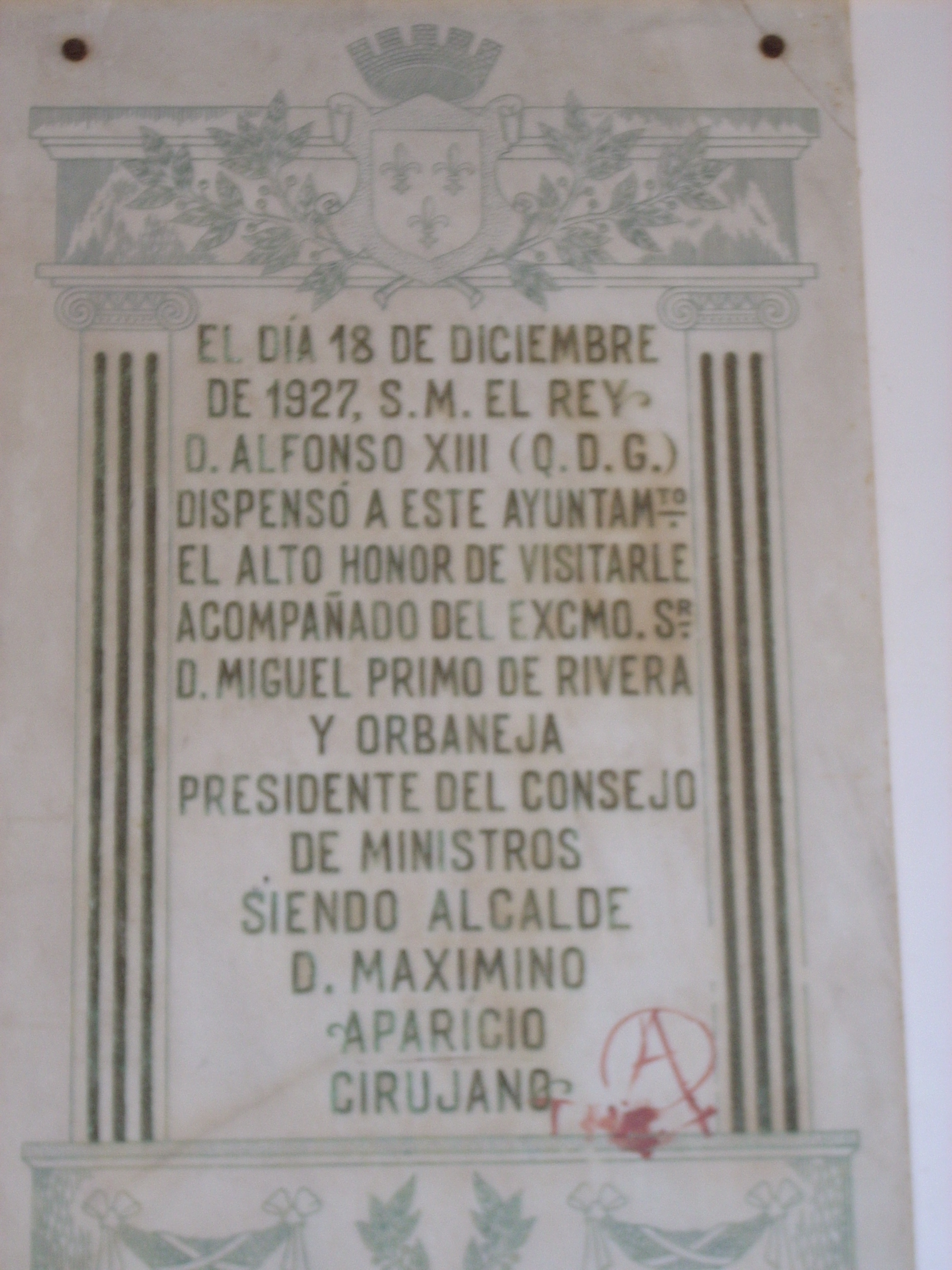
Placa conmemorativa

En el siglo XX se produce en Jaraíz un gran desarrollo, debido entre otras razones a la construcción y mejora de las vías de comunicación con Plasencia y de la   EX-203  o carretera de Madrid. El 18 de diciembre de 1927, en un recorrido por las poblaciones del norte de Extremadura el Rey Alfonso XIII en compañía de Primo de Rivera, descubriéndose una plaza en la fachada, a la entrada del Ayuntamiento, en conmemoración de esta notable visita. 
En la actualidad y a punto de finalizar el siglo XX se ha convertido Jaraíz en una población industriosa y comercial, que ofrece múltiples servicios a los pueblos del entorno, pues es en la actualidad el municipio con mayor número de habitantes de la Comarca de La Vera y el más industrioso y comercial. Destaca entre las industrias jaraiceñas la del Pimentón, que posee Denominación de Origen, siendo este producto gracias a su exclusivo sistema de secado al humo, solicitado en todas las partes del mundo.